# Mary Lou McDonald
Mary Lou McDonald, irl. Máire Labhaoise Ní Dhomhnaill (ur. 1 maja 1969 w Dublinie) – irlandzka polityk, od 2004 do 2009 posłanka do Parlamentu Europejskiego VI kadencji, deputowana krajowa, od 2018 przewodnicząca Sinn Féin.

## Życiorys
Kształciła się w Trinity College w Dublinie, na University of Limerick oraz na Dublin City University. Studiowała literaturę angielską, europeistykę, zarządzanie zasobami ludzkimi. Pracowała jako konsultantka w różnych instytucjach, a także jako doradca zawodowy.
Należała początkowo do Fianna Fáil, z której odeszła pod koniec lat 90. W 2002 i 2007 bez powodzenia kandydowała do Dáil Éireann.
W wyborach w 2004 z ramienia Sinn Féin uzyskała mandat posłanki do Parlamentu Europejskiego w okręgu stołecznym. Zasiadała w grupie GUE/NGL, pracowała m.in. w Komisji Zatrudnienia i Spraw Socjalnych.
W 2009 bez powodzenia ubiegała się o reelekcję. Wcześniej w tym samym roku została wiceprzewodniczącą Sinn Féin. W 2011 z ramienia tej partii wybrano ją do Dáil Éireann 31. kadencji. Mandat poselski utrzymywała również w wyborach w 2016, 2020 i 2024.
W 2018 została nową przewodniczącą Sinn Féin, zastąpiła na tej funkcji Gerry'ego Adamsa, wieloletniego lidera tego ugrupowania.